# Flaçà
Flaçà är en kommun i Spanien.   Den ligger i provinsen Província de Girona och regionen Katalonien, i den östra delen av landet, 600 km öster om huvudstaden Madrid. Antalet invånare är 1 065. Arean är 6,5 kvadratkilometer. Flaçà gränsar till Sant Jordi Desvalls, Foixà, La Pera, Sant Martí Vell och Sant Joan de Mollet. 
Terrängen i Flaçà är platt.